# Wikipédia en seediq
Wikipédia en seediq (en seediq : Seediq Wikipidiya) est l'édition de Wikipédia en seediq (ou taroko), langue austronésienne parlée à Taïwan. L'édition est lancée le 16 mars 2021,,,. Son code est : trv.
Au 22 mars 2025, l'édition en seediq contient 1 201 articles et compte 2 463 contributeurs, dont 15 contributeurs actifs et 1 administrateur.

## Présentation

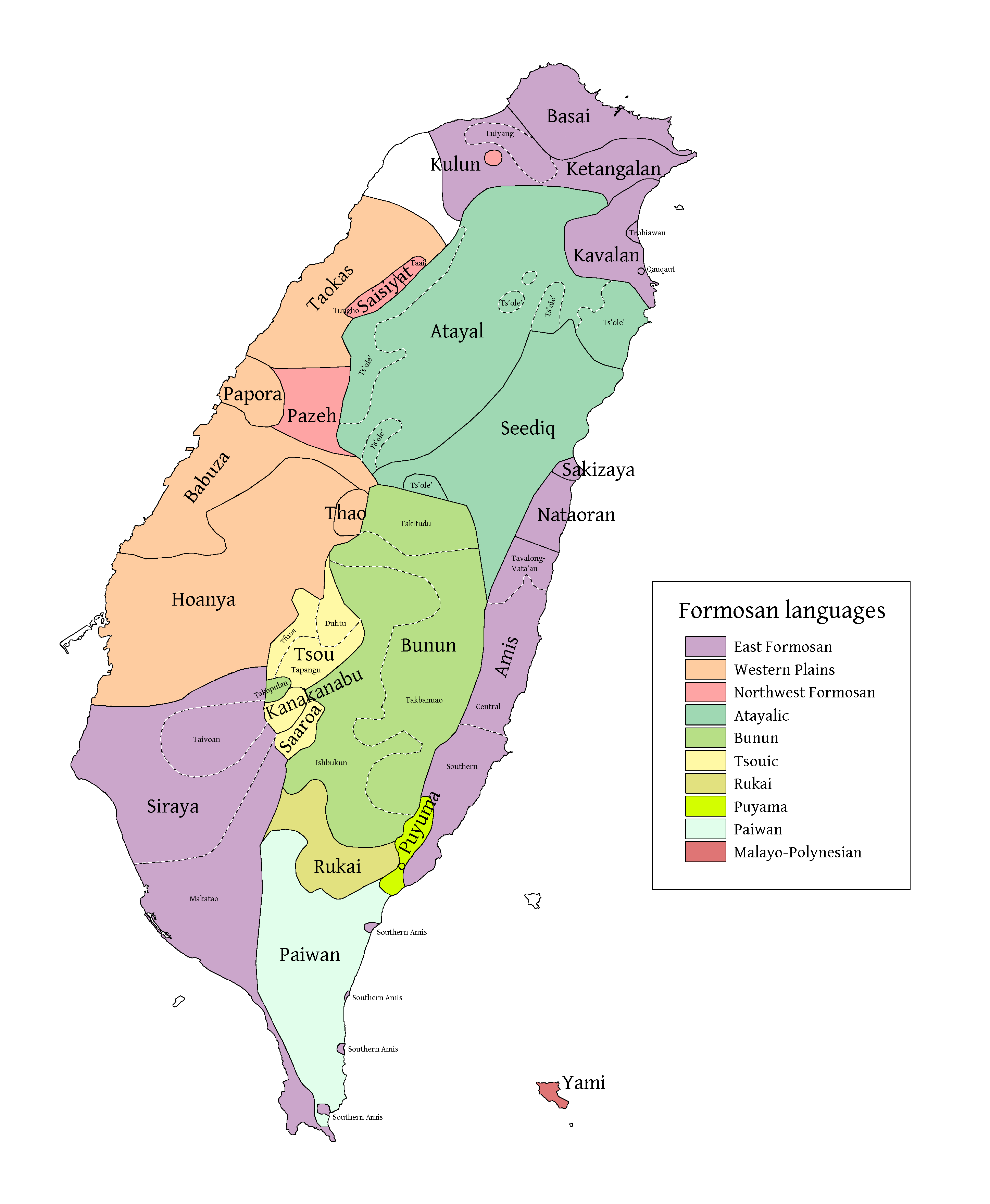
Les langues présentes à Taïwan.

## Statistiques
- Le 18 octobre 2024, l'édition en seediq contient 1 193 articles et compte 2 266 contributeurs, dont 13 contributeurs actifs et 1 administrateur.